# 小行星2315
小行星2315（2315 Czechoslovakia）是一颗绕太阳运转的小行星，为主小行星带小行星。该小行星于1980年2月19日发现。
該小行星以中歐國家捷克斯洛伐克命名。

## 轨道参数
小行星2315的轨道半长轴为3.0127638 UA，离心率为0.108。